# Virgilio Ripa
Virgilio Ripa (Terracina, 14 aprile 1910 – Milano, 1º gennaio 1981) è stato un compositore italiano.

## Biografia
Studente di violino, si diploma al Conservatorio Giuseppe Verdi di Milano grazie ad una borsa di studio.
Inizia come compositore di musica sinfonica, per passare poi alla musica leggera ed alle colonne sonore negli anni trenta; tra le tante sono da ricordare quelle per Tempo massimo, del 1934, e Musica in piazza, del 1936, diretti da Mario Mattoli.
Nel 1942 ottiene un buon successo con Cielo d'Ungheria, incisa da Silvana Fioresi, con testo di Ferdinando Tettoni.
Nel dopoguerra partecipa al Festival di Sanremo 1954 con Aveva un bavero, con testo di Mario Panzeri, presentata dal Quartetto Cetra e da Vittoria Mongardi con il Duo Fasano: il brano ottiene molto successo nella versione dei Cetra.
L'anno successivo ottiene il secondo premio al Festival della Canzone Alpina di Varese con Sui monti del Cadore, con testo di Enzo Luigi Poletto.
Nel 1958 scrive con Vittorio Mascheroni Non aspettar la luna, con testo di Mario Panzeri, che viene incisa con successo da Natalino Otto e Claudio Villa.